# Al-Mu’aiyad Schaich

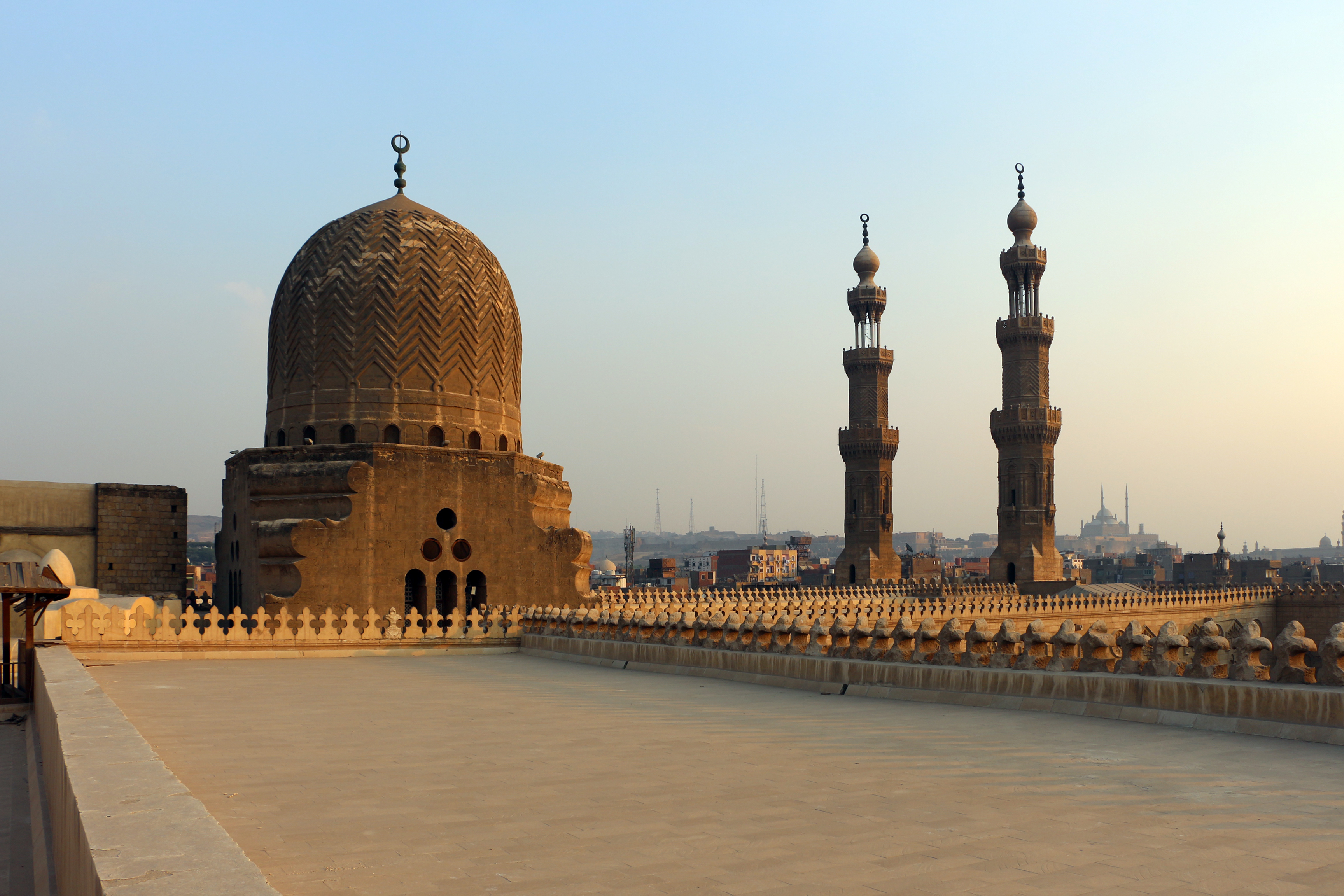
Mausoleum des al-Muaiad Schaich

Al-Mu’aiyad Abū n-Nasr Schaich al-Mahmūdī (arabisch المؤيد أبو النصر شيخ المحمودي, DMG al-Muʾaiyad Abū n-Naṣr Šaiḫ al-Maḥmūdī; * 1369; † 1421) war Sultan der Mamluken in Ägypten von 1412 bis 1421.
Der Aufstieg von al-Mu’ayyad Schaich begann unter Faradsch (1399–1412), der ihn zum Vizekönig von Syrien ernannte. Nach dem Sturz von Faradsch wurde Scheykhu 1412 vom kurzzeitigen Kalifen und Sultan al-Mustain zum Oberbefehlshaber der Mamluken ernannt. Scheykhu nutzte diese Stellung, um al-Mustain (al-Mustansir) auf der Zitadelle von Kairo völlig zu isolieren und erreichte nach sechs Monaten dessen  Abdankung zu seinen Gunsten.
Zunächst musste er sich gegen seinen Konkurrenten Nauruz, den Vizekönig von Syrien, durchsetzen. Scheykhus Regierung war durch ein tyrannisches Regime gekennzeichnet, mit dem er die Macht der Emire einschränken und die ausufernde Korruption in der Verwaltung bekämpfen wollte. Darüber hinaus unternahm er einige Feldzüge in Nordsyrien, wo er die Aq Qoyunlu 1418 unterwarf und anschließend einige Gebiete in Anatolien annektierte.
Trotz seiner harten Regierung war Scheykhu ein frommer Herrscher, der auch Kultur und Wissenschaft förderte. Bedeutung erlangte die Errichtung der Moschee am Bab Zuweila, die bis ins 18. Jahrhundert Zentrum des religiösen und gelehrten Lebens der Türken in Kairo und Ägypten war. Es handelte sich um sein Mausoleum. Nach Scheykhus Tod kam für kurze Zeit sein Sohn al-Muzaffar Ahmad ibn Scheykhu (1421) an die Macht. Es folgten noch zwei weitere Sultane, bevor mit Barsbay (1422–1437) ein Sultan wieder die Herrschaft über längere Zeit behaupten konnte.
| Vorgänger  | Amt                                              | Nachfolger            |
| ---------- | ------------------------------------------------ | --------------------- |
| al-Mustain | Sultan von Ägypten (Burdschi-Mamluken) 1412–1421 | al-Muzaffar Ahmad II. |

| Personendaten    | Personendaten                               |
| ---------------- | ------------------------------------------- |
| NAME             | Mu’aiyad Schaich, al-                       |
| ALTERNATIVNAMEN  | Mu’aiyad Abū n-Nasr Schaich al-Mahmūdī, al- |
| KURZBESCHREIBUNG | Sultan der Mamluken in Ägypten (1412–1421)  |
| GEBURTSDATUM     | 1369                                        |
| STERBEDATUM      | 1421                                        |